# مقاطعة غوينيت (جورجيا)
مقاطعة غوينيت (بالإنجليزية: Gwinnett County)‏ هي إحدى المقاطعات في ولاية جورجيا في الولايات المتحدة الأمريكية.

## أعلام
- دالي ارين
- إيرل جونسون
- سام فلينت